# Puente de ferrocarril de Sarátov
El puente ferroviario de Sarátov cruza el Volga en la zona urbana de Sarátov (Rusia).

## Descripción
El puente de aproximadamente 1700 m de largo se encuentra cerca del pueblo de Ukek al sur de Sarátov, al final de una presa de aproximadamente 800 m de largo en el lecho del río. En la otra orilla hay una presa de 3130 m de largo, hasta la ciudad de Privolzhsky y la cercana estación de tren de Anisowka, al sur de Engels.
El puente de armadura de hierro cruza el Volga con 16 aberturas con un espacio entre pilares de 3 × 66 + 160 + 130 + 190 + 130 + 190 + 130 + 160 + 6 × 67 metros. El puente en sí es de vía única, pero ya en las presas de acceso la línea vuelve a ser de vía doble.

## Historia
Desde alrededor de 1900, la Compañía de Ferrocarriles Ryazan-Ural (Рязанско-Уральская железная дороги) buscó fondos estatales y fondos de la ciudad de Sarátov para construir un puente ferroviario para conectar sus líneas a ambos lados del Volga. Sin embargo, hubo una disputa sobre la ubicación más favorable del puente, cerca de la ciudad o en el punto más estrecho del Volga alrededor del 14 km río abajo, al sur del pueblo de Ukek (ahora parte del área urbana). Mientras tanto, se consideraron otras variantes, por lo que el proyecto se retrasó repetidamente.
El día 25 de marzo de 1917, el Gobierno provisional finalmente confirmó el proyecto de un puente ferroviario y vial de dos pisos cerca del centro de la ciudad. Pero ya en julio de 1917, una comisión descubrió que construir dos puentes, un puente de carretera cerca de la ciudad y un puente de ferrocarril río abajo, sería más barato. La Revolución de Octubre y la guerra civil rusa inicialmente hicieron otra vez imposible la construcción. Después de que se discutieron más variantes (también se propusieron varias variantes de túneles), el trabajo preparatorio para la construcción de un puente ferroviario aguas abajo finalmente comenzó en 1926. La construcción real comenzó en 1930 y el 17 de mayo de 1935 se abrió al tráfico de trenes un puente de alrededor de 1700 m de largo.
La construcción del puente fue larga y difícil. La fecha de finalización, el 15 de febrero de 1934, no pudo celebrarse.
El periódico Саратовский рабочий [Saratovsky Rabochy] N.º 12 (436) del 12 de enero de 1934 informó sobre las deficiencias organizativas en la construcción del puente y el incumplimiento de los plazos para el montaje de las cerchas. Según el periódico, se había encargado la construcción a la empresa Стальмост [Stalmost]. Debido al insatisfactorio avance de la construcción, la dirección de la empresa fue cambiada en agosto de 1933.

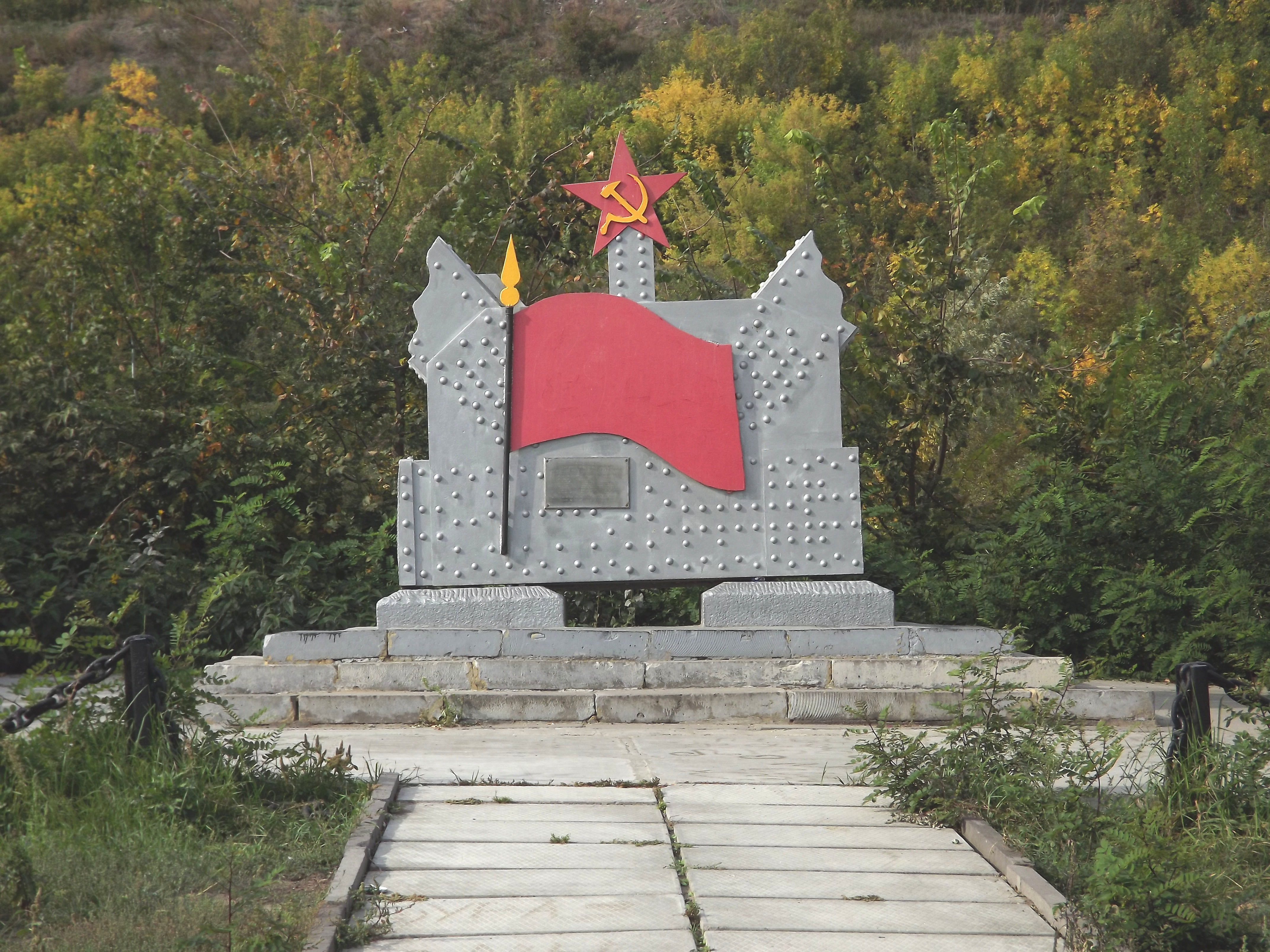
Monumento a los constructores del puente que murieron en el colapso del puente del ferrocarril en Sarátov (8 de enero de 1935)

El 13 de abril de 1934 hubo un gran accidente. Durante el montaje de las vigas del puente, se produjeron deformaciones y el puente literalmente se derrumbó. El accidente ocurrió alrededor de la hora del almuerzo y la mayoría de los trabajadores comían directamente en el trabajo para ahorrar tiempo. Todos fueron arrojados al Volga. Al caer desde una altura de 14 m, los cuerpos de los trabajadores rompieron el hielo que aún estaba flotaba aquí y allá, lo que dificultaba enormemente la natación, pero no podía soportar el peso de los trabajadores que intentaban salvarse en la banquisa. Aproximadamente 150 personas se ahogaron, las cifras exactas no se pueden encontrar en los archivos. Las agencias oficiales y los periódicos de la época guardaron silencio.
Con la finalización del puente, la línea de transbordadores ferroviarios operada por la Compañía Ferroviaria Ryazan-Ural desde 1896 también cesó su tráfico.